# Арфведсон, Камилла
Камилла Арфведсон (англ. Camilla Arfwedson; род. 16 октября 1981, Лондон, Англия, Великобритания) — английская актриса.

## Биография
Родилась 16 октября 1981 года в Вестминстере, одном из районов Лондона. Отец будущей актрисы имел шведское происхождение, мать — английское. Училась в школе для девочек им. Фрэнсиса Холланда, позднее изучала антиковедение в Эдинбургском университете.
На большом экране дебютировала в кинофильме «Герцогиня» (2008), также исполнила главную роль в слэшере Деклана О’Брайэна «Поворот не туда 5: Кровное родство» (2012), в котором сыграла женщину-шерифа Анджелу Картер.
Первую известность на телевидении Арфведсон снискала благодаря роли врача Зосии Марч, страдающей от биполярного расстройства, в медицинском телесериале «Холби Сити» (2013-2018). Прежде чем получить эту роль, она посетила три кастинга, пока наконец продюсеры не утвердили её кандидатуру. За исполнение роли Зосии актриса была номинирована на премии «National Television» и «TV Choice». Также, в августе 2017 Камилла Арфведсон попала в лонг-лист претендентов на награду «Inside Soap», однако не получила номинации. Помимо этого, критиками была отмечена хорошая актёрская игра Камиллы.

## Фильмография
| Год       |   | Русское название                   | Оригинальное название    | Роль                     |
| --------- | - | ---------------------------------- | ------------------------ | ------------------------ |
| 2008      | ф | Герцогиня                          | The Duchess              | леди Шарлотта            |
| 2008      | с | Мисс Марпл Агаты Кристи            | Agatha Christie's Marple | Роуз Хамбли              |
| 2009      | с | Закон и порядок: Лондон            | (Law & Order: UK         | Лора Тодд                |
| 2010      | с | Льюис                              | Lewis                    | Скарлетт Мортмейн        |
| 2012      | ф | Поворот не туда 5: Кровное родство | Wrong Turn 5: Bloodlines | шериф Анджела Картер     |
| 2013      | с | Джо                                | Jo                       | Шарлотта Дюма            |
| 2013—2018 | с | Холби Сити                         | Holby City               | Зосиа Марч               |
| 2017      | с | Безмолвный свидетель               | Silent Witness           | сотрудница полиции       |
| 2018      | с | Убийства в Мидсомере               | Midsomer Murders         | Серена Мэдисон           |
| 2018      | ф | Маленький чужак                    | The Little Stranger      | миссис Айрес в молодости |